# Meridià 31 a l'oest
El meridià 31 a l'oest de Greenwich és una línia de longitud que s'estén des del pol Nord travessant l'oceà Àrtic, Groenlàndia, l'oceà Atlàntic, l'oceà Antàrtic, i l'Antàrtida fins al pol Sud.
El meridià 31 a l'oest forma un cercle màxim amb el meridià 149 a l'est. Com tots els altres meridians, la seva longitud correspon a una semicircumferència terrestre, uns 20.003,932 km. Al nivell de l'Equador, és a una distància del meridià de Greenwich de 3.451 km.

## De Pol a Pol
Començant en el pol Nord i dirigint-se cap al pol Sud, aquest meridià travessa:
| Coordenades                             | País, territori o mar            | Notes |
| --------------------------------------- | -------------------------------- | --- |
| 90° 0′ N, 31° 0′ O / 90.000°N,31.000°O  | Oceà Àrtic                       | |
| 83° 34′ N, 31° 0′ O / 83.567°N,31.000°O | Groenlàndia                      | Terra de Peary septentrional |
| 83° 6′ N, 31° 0′ O / 83.100°N,31.000°O  | Fiord Frederick E. Hyde          | |
| 83° 3′ N, 31° 0′ O / 83.050°N,31.000°O  | Groenlàndia                      | Terra de Peary meridional |
| 82° 0′ N, 31° 0′ O / 82.000°N,31.000°O  | Fiord Independence (Groenlàndia) | |
| 81° 50′ N, 31° 0′ O / 81.833°N,31.000°O | Groenlàndia                      | |
| 68° 3′ N, 31° 0′ O / 68.050°N,31.000°O  | Oceà Atlàntic                    | Passa a l'oest de Corvo, Açores, Portugal (at 39° 42′ N, 31° 5′ O / 39.700°N,31.083°O) · Passa a l'oest de Flores, Açores, Portugal (at 39° 27′ N, 31° 7′ O / 39.450°N,31.117°O) |
| 60° 0′ S, 31° 0′ O / 60.000°S,31.000°O  | Oceà Antàrtic                    | |
| 76° 51′ S, 31° 0′ O / 76.850°S,31.000°O | Antàrtida                        | Antàrtida Argentina, reclamat per Argentina · Territori Antàrtic Britànic, reclamat per Regne Unit                                                                               |